# Des Nouvelles de la planète Mars
Des Nouvelles de la planète Mars is een Frans-Belgische film uit 2016 onder regie van Dominik Moll. De film ging op 17 februari in première op het Internationaal filmfestival van Berlijn.

## Verhaal
Philippe Mars is een gescheiden vader die zijn best doet om iedereen te plezieren, een goede vader en ex-echtgenoot te zijn, een begripvolle broer en een hulpvaardige collega. Maar zijn leven loopt niet zoals gepland. Zijn zoon is een fanatieke vegetariër, zijn dochter is extreem ambitieus, zijn buurman is in de jaren 1970 blijven steken en hij heeft een pseudo-hippe baas. Het wordt nog erger wanneer zijn mentaal labiele collega Jérôme aan zijn deur staat samen met een jonge vrouw die net uit de kliniek ontslagen werd.

## Rolverdeling
| Acteur           | Personage     |
| ---------------- | ------------- |
| François Damiens | Philippe Mars |
| Vincent Macaigne | Jérôme        |
| Veerle Baetens   | Chloé         |
| Jeanne Guittet   | Sarah Mars    |
| Tom Rivoire      | Grégoire Mars |
| Léa Drucker      | Myriam        |